# Turbotech TP-R90
Le Turbotech TP-R90 est un turbopropulseur destiné à l'aviation légère développé par Turbotech à Toussus-le-Noble.

## Caractéristiques
Le Turbotech TP-R90 utilise une turbine à cycle régénératif. L'air comprimé sortant à 4 bar et 200 °C du compresseur passe dans un échangeur thermique où il est réchauffé à 550 °C par les gaz d'échappement à 700 °C. L'échangeur thermique, composé de 4 400 micro-tubes en Inconel, permet ainsi un gain de 350 °C sans consommation supplémentaire de carburant. Puis l'air arrive dans la chambre de combustion en Hastelloy X où le mélange air-carburant brûle à 1 000 °C. Les gaz chauds se détendent et font tourner la turbine à 80 000 tr/min. Le rouet de turbine est en MAR-M 247, un superalliage à base de nickel développé par la société Martin Marietta dans les années 1970. La turbine entraîne ensuite le compresseur en titane et la boîte d'engrenages (puis une hélice ou un rotor),. Les gaz, après leur passage dans l'échangeur thermique, s'échappent avec moins de vélocité et de température (350 °C) réduisant ainsi l'empreinte sonore et thermique du moteur.
Le moteur est piloté par un FADEC et est polycarburant: le moteur peut brûler du jet A1, diesel, avgas, UL1 ou biocarburant. La turbine développe 141 ch (104 kW). Comparée aux moteurs à pistons comparables tels que le Lycoming O-320 ou le Rotax 915, la turbine est plus légère (85 kg), plus économe (30 l/h), plus silencieuse, vibre moins et a un Time Between Overhaul (MTBO) de 3000 h.
En France, la turbine est bridée à 109 ch (80 kW) afin de respecter les limites de la classe ULM-S définies le 13 août 2024.
Le moteur est développé par Turbotech depuis 2017. Les éléments sont produits par 60 sous-traitants (fonderie, usineur, etc.). Le moteur est assemblé et testé par Turbotech. Il est destiné au marché de l'ULM premium et n'est pas certifié. Le premier vol a lieu sur un JMB VL-3 Evolution le 4 avril 2022.
Le Turbotech TP-R90 est commercialisé au prix d'environ 100 000 euros en 2024.
Une version alimentée en hydrogène est en phase d'essai en 2025. Turbotech développe également le turbogénérateur TG-R90 de 85 kW pour les avions électriques hybrides et eVTOLs. Le compresseur, l'échangeur thermique et la turbine sont identiques. La boîte d'engrenages est remplacée par un générateur électrique.

## Utilisations
Le Turbotech TP-R90 est en cours d'intégration sur de nombreux aéronefs dont :
- BRM Aero Bristell[7]
- Elixir Aircraft Elixir[8]
- Gogetair G750[9]
- Helyxis Choppair CR4-T[10] (hélicoptère)
- JMB VL-3 Evolution[11]
- Robin DR-401[12] (avec STC[5])